# رينيه فرانسوا ليكومت
رينيه فرانسوا ليكومت (بالفرنسية: René François Lecomte)‏ هو عسكري فرنسي، ولد في 14 مايو 1764 في Fontenay-le-Comte ‏ في فرنسا، وتوفي في 15 أكتوبر 1793 في بريسوير في فرنسا بسبب قتل في المعركة.